# Eingeweide

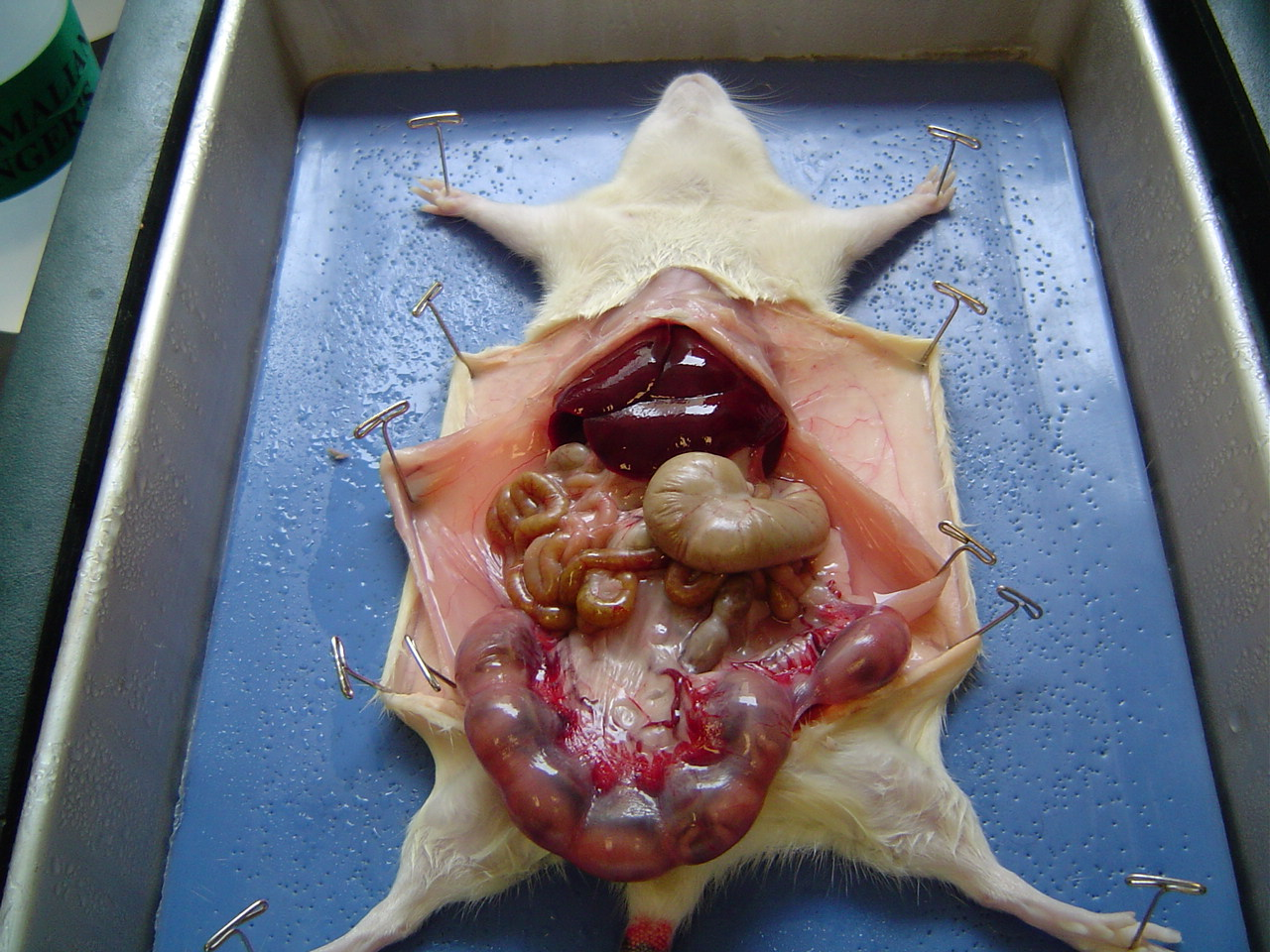
Ratte mit eröffneter Bauchhöhle und freipräparierten inneren Organen. Unten die Gebärmutter mit Feten.

Als Eingeweide (von mittelhochdeutsch und frühneuhochdeutsch ingeweide, von mittelhochdeutsch geweide; regional mittelhochdeutsch auch ingewaid „Eingeweid“) bezeichnet man im weiteren Sinne die Gesamtheit der in den großen Körperhöhlen als Viszeralorgane in Brust-, Bauch- und Beckenhöhle sowie im Kopf-Hals-Bereich gelegenen inneren Organe. Im alltäglichen Sprachgebrauch wird der Begriff synonym mit den Baucheingeweiden (Organe des Abdomen) verwendet.
Ein medizinischer Fachausdruck für das bzw. die Eingeweide ist auch Viszera (lateinisch viscera), die Zugehörigkeit zu den Eingeweiden wird mit dem Adjektiv viszeral bezeichnet. Die Chirurgie an den Eingeweiden wird Viszeralchirurgie genannt. Die Lehre von den Eingeweiden heißt Splanchnologie (griechisch τὰ σπλάγχνα tà splánchna (Pluralwort) „Eingeweide“).

## Eingeweide des Kopfes
Der menschliche Schädel beherbergt im sogenannten Eingeweideschädel bzw. Splanchnocranium die Sinnesorgane für das Sehen, Hören, Riechen und Schmecken. Hierzu zählen der Nasenraum sowie die Zunge, die Mandeln und Speicheldrüsen, die sich in der Mundhöhle befinden.

## Eingeweide des Halses
Hierzu zählen Schilddrüse, Speiseröhre, Kehlkopf und Luftröhre; sie erfüllen das Spatium viscerale, den Bindegewebsraum zwischen dem tiefen und dem mittleren Blatt der Halsfaszie, welcher den Halseingeweiden freie Verschiebbarkeit beim Atmen und Schlucken erlaubt.

## Eingeweide der Brust
Die Brusteingeweide liegen in der Brusthöhle. Dies sind die Organe der Atmung und des Kreislaufs, das Diaphragma (Zwerchfell) sowie die Organe und Leitbahnen des Mediastinums.

## Eingeweide des Bauches
Zu den Eingeweiden des Bauches zählen Magen, Leber, Galle, Dünndarm, Dickdarm, Enddarm, Milz, Pankreas sowie die paarigen Nieren, Nebennieren und Harnleiter.

## Eingeweide des Beckens
Die im kleinen Becken befestigten Organe werden zu den Beckeneingeweiden gezählt, dies sind Rectum, Harnblase und Beckenboden sowie beim Mann der Samenleiter (Ductus deferens), die Samenblase (Vesiculae seminales) und die Prostata, während es bei der Frau die Tuben, die Ovarien, der Uterus und die Vagina sind.

## Eingeweide bei Tieren

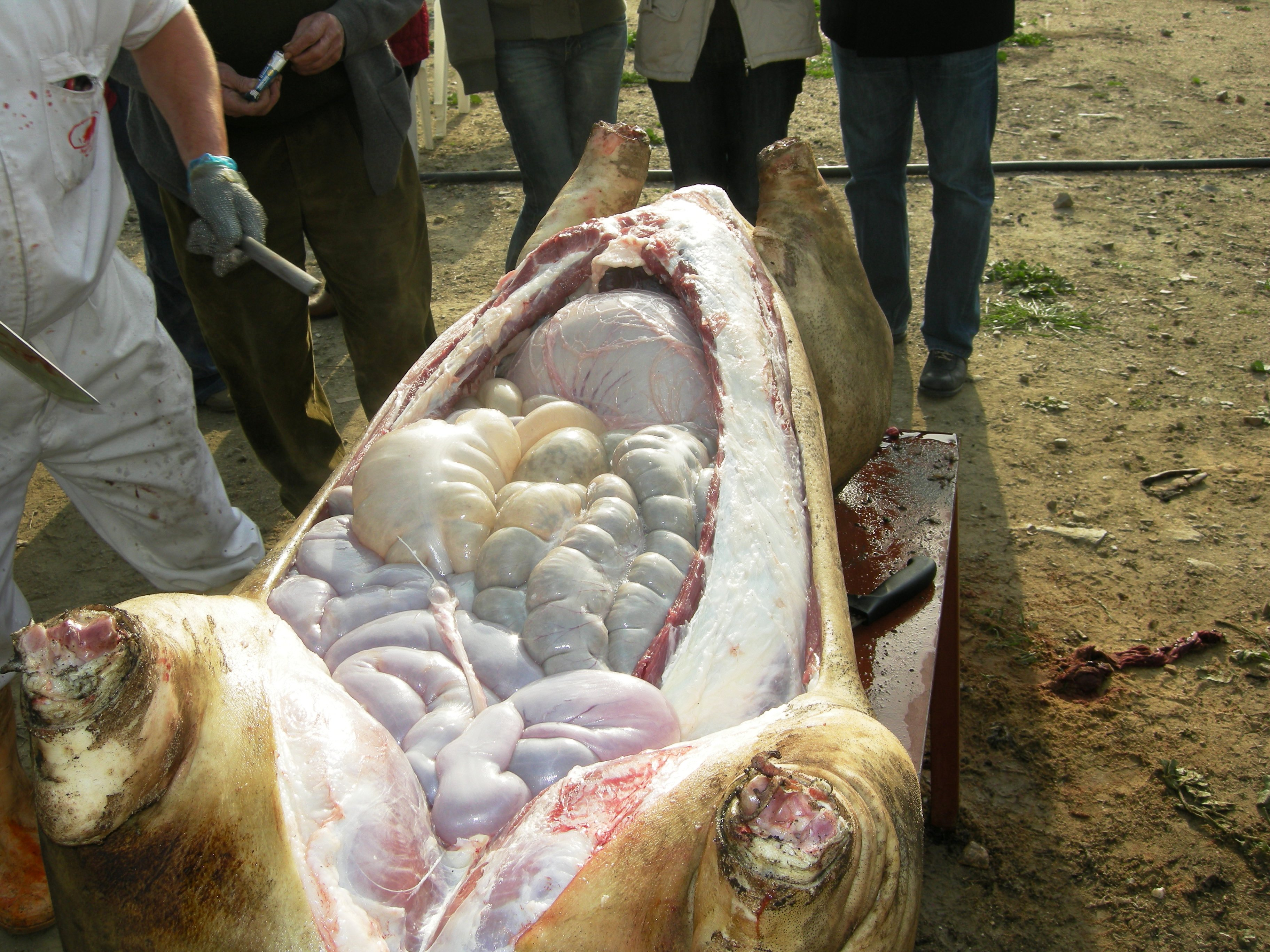
Eingeweide beim Schwein

Bei Schlachttieren spricht man auch von Innereien, in der Jägersprache vom „Aufbruch“. Ein durch einen Schuss in die Eingeweide verwundetes Stück Wild wird als „weidwund“ (auch „waidwund“) bezeichnet.